# Кифт, Виллем
Виллем Кифт (сентябрь 1597 — 27 сентября 1647) — голландский торговец, с 1638 по 1647 год был генерал-губернатором Новых Нидерландов.
Родился в сентябре 1597 года в Амстердаме. В 1638 году был назначен Голландской Вест-Индской компанией генерал-губернатором Новых Нидерландов взамен Воутера ван Твиллера. Кифт стал облагать налогами индейцев, живших на территории голландской колонии. Позднее он вовсе попытался их изгнать с традиционных мест обитания.
25 февраля 1643 года Кифт возглавил отряд вооружённых солдат и атаковал поселение племени ваппингеров. Было убито около 80 индейцев, ещё 30 человек было захвачено в плен. Позже их казнили в Новом Амстердаме. Эти действия генерал-губернатора привели к вооружённому конфликту, который длился два года и стал известен как Война Кифта. В 1647 году Вест-индская компания сместила Кифта, заменив его на Питера Стёйвесанта.
Виллем Кифт погиб в результате кораблекрушения судна «Принцесса Амелия» вблизи города Суонси 27 сентября 1647 года.